# KDZR
A KDZR (1640 AM) é uma estação de rádio comercial, licenciada para Lake Oswego, Oregon, e servindo a área metropolitana de Portland. A estação transmite um formato de rádio regional mexicano e é propriedade do Salem Media Group. Os estúdios e escritórios da KDZR ficam na SE Lake Road, em Portland.
O transmissor está fora da SE Eastview Drive em Happy Valley, Oregon. A KDZR é alimentada a 10.000 watts durante o dia, mas à noite reduz a potência para 1.000 watts, para reduzir a interferência em outras estações no AM 1640. A estação usa uma antena não direcional o tempo todo.